# 希爾代爾科勒尼 (蒙大拿州)
希爾代爾科勒尼（英語：Hilldale Colony）是位於美國蒙大拿州希爾縣的普查規定居民點。

## 人口
根據2020年美國人口普查的數據，希爾代爾科勒尼的面積為0.91平方千米，皆為陸地。當地共有人口130人，而人口密度為每平方千米142.86人。